# Pere Becque
Pere Becque és un advocat nord-català (actualment, jubilat) especialitzat en economia, finances i empresa, i en relacions transfrontereres. És ex-batlle de Banyuls de la Marenda, dirigent de la USAP i impulsor de l'associació "Les amis de la Catalogne - Els amics de Catalunya", formada per advocats, empresaris, polítics i ciutadans, i pròxima a l'ANC. Col·labora amb Ràdio Arrels amb una secció periòdica.